# Futura Volley Busto Arsizio w europejskich pucharach

## Puchar CEV siatkarek (2009/2010)
| Data       | Miejsce       | Przeciwnik              | Wynik                                   | Runda       |
| ---------- | ------------- | ----------------------- | --------------------------------------- | ----------- |
| 03.12.2009 | Busto Arsizio | Volksbank Velika Gorica | 3:0 (25:14, 25:18, 25:17)               | 1/16 finału |
| 09.12.2009 | Velika Gorica | Volksbank Velika Gorica | 3:1 (25:12, 19:25, 25:15, 25:14)        | 1/16 finału |
| 06.01.2010 | Busto Arsizio | VDK Gent Dames          | 3:1 (23:25, 25:16, 25:16, 25:17)        | 1/8 finału  |
| 13.01.2010 | Gandawa       | VDK Gent Dames          | 3:1 (25:17, 23:25, 25:17, 27:25)        | 1/8 finału  |
| 18.02.2010 | Busto Arsizio | Schweriner SC           | 3:2 (25:22, 21:25, 25:21, 17:25, 15:10) | Ćwierćfinał |
| 24.02.2010 | Schwerin      | Schweriner SC           | 3:1 (17:25, 25:19, 26:24, 25:18)        | Ćwierćfinał |
| 20.03.2010 | Baku          | Rabita Baku             | 3:2 (25:15, 22:25, 25:21, 17:25, 15:12) | Półfinał    |
| 21.03.2010 | Baku          | Crvena zvezda Belgrad   | 3:1 (22:25, 25:22, 25:12, 25:22)        | Finał       |

## Puchar CEV siatkarek (2011/2012)
| Data       | Miejsce       | Przeciwnik                 | Wynik                                                | Runda           |
| ---------- | ------------- | -------------------------- | ---------------------------------------------------- | --------------- |
| 01.12.2011 | Busto Arsizio | ES Le Cannet-Rocheville    | 3:0 (25:19, 25:16, 25:19)                            | 1/16 finału     |
| 06.12.2011 | Le Cannet     | ES Le Cannet-Rocheville    | 3:0 (25:16, 25:11, 25:15)                            | 1/16 finału     |
| 10.01.2012 | Busto Arsizio | İqtisadçı Baku             | 3:0 (26:24, 25:17, 27:25)                            | 1/8 finału      |
| 17.01.2012 | Baku          | İqtisadçı Baku             | 3:2 (25:21, 20:25, 25:19, 18:25, 15:13)              | 1/8 finału      |
| 31.01.2012 | Bielsko-Biała | BKS Stal Bielsko-Biała     | 2:3 (24:26, 20:25, 25:19, 25:15, 7:15)               | 1/4 finału      |
| 09.02.2012 | Busto Arsizio | BKS Stal Bielsko-Biała     | 3:1 (23:25, 25:17, 25:14, 25:19, (złoty set: 15:13)) | 1/4 finału      |
| 23.02.2012 | Busto Arsizio | Schweriner SC              | 3:2 (23:25, 25:16, 25:11, 22:25, 15:7)               | Runda Challenge |
| 28.02.2012 | Schwerin      | Schweriner SC              | 3:1 (25:20, 25:22, 23:25, 25:20)                     | Runda Challenge |
| 13.03.2012 | Busto Arsizio | Robur Tiboni Volley Urbino | 3:1 (20:25, 25:21, 25:21, 25:14)                     | Półfinał        |
| 17.03.2012 | Urbino        | Robur Tiboni Volley Urbino | 3:0 (25:19, 28:26, 25:20)                            | Półfinał        |
| 27.03.2012 | Stambuł       | Galatasaray SK             | 1:3 (16:25, 25:22, 23:25, 22:25)                     | Finał           |
| 31.03.2012 | Busto Arsizio | Galatasaray SK             | 3:1 (25:19, 25:13, 23:25, 25:23, (złoty set: 15:9))  | Finał           |

## Liga Mistrzyń siatkarek (2012/2013)
| Data       | Miejsce       | Przeciwnik       | Wynik                                                | Runda             |
| ---------- | ------------- | ---------------- | ---------------------------------------------------- | ----------------- |
| 24.10.2012 | Bukareszt     | Dinamo Bukareszt | 3:1 (25:23, 25:15, 14:25, 25:22)                     | Faza grupowa      |
| 01.11.2012 | Busto Arsizio | Galatasaray SK   | 1:3 (19:25, 25:20, 22:25, 20:25)                     | Faza grupowa      |
| 13.11.2012 | Miluza        | ASPTT Mulhouse   | 3:1 (25:19, 30:28, 20:25, 25:20)                     | Faza grupowa      |
| 22.11.2012 | Busto Arsizio | ASPTT Mulhouse   | 3:0 (25:13, 25:20, 25:17)                            | Faza grupowa      |
| 06.12.2012 | Stambuł       | Galatasaray SK   | 2:3 (25:23, 19:25, 18:25, 25:19, 13:15)              | Faza grupowa      |
| 11.12.2012 | Busto Arsizio | Dinamo Bukareszt | 3:0 (25:11, 26:24, 25:11)                            | Faza grupowa      |
| 16.01.2013 | Schwerin      | Schweriner SC    | 2:3 (25:11, 22:25, 17:25, 25:13, 13:15)              | 1/12 finału       |
| 24.01.2013 | Busto Arsizio | Schweriner SC    | 3:1 (25:23, 25:21, 18:25, 25:18, (złoty set: 15:10)) | 1/12 finału       |
| 05.02.2013 | Busto Arsizio | Azerrail Baku    | 3:2 (25:17, 16:25, 20:25, 25:23, 15:8)               | 1/6 finału        |
| 13.02.2013 | Baku          | Azerrail Baku    | 0:3 (23:25, 18:25, 21:25, (złoty set: 15:11))        | 1/6 finału        |
| 09.03.2013 | Stambuł       | Rabita Baku      | 2:3 (14:25, 16:25, 29:27, 25:19, 6:15)               | Półfinał          |
| 10.03.2013 | Stambuł       | Galatasaray SK   | 3:2 (25:21, 25:15, 23:25, 22:25, 15:11)              | Mecz o 3. miejsce |

## Liga Mistrzyń siatkarek (2013/2014)
| Data       | Miejsce       | Przeciwnik                    | Wynik                                   | Runda        |
| ---------- | ------------- | ----------------------------- | --------------------------------------- | ------------ |
| 22.10.2013 | Baku          | Azerrail Baku                 | 2:3 (26:24, 20:25, 15:25, 25:17, 13:15) | Faza grupowa |
| 29.10.2013 | Busto Arsizio | Prosecco Doc-Imoco Conegliano | 1:3 (13:25, 22:25, 25:22, 17:25)        | Faza grupowa |
| 27.11.2013 | Stambuł       | Galatasaray SK                | 0:3 (24:26, 23:25, 11:25)               | Faza grupowa |
| 03.12.2013 | Busto Arsizio | Galatasaray SK                | 0:3 (22:25, 20:25, 23:25)               | Faza grupowa |
| 11.12.2013 | Villorba      | Prosecco Doc-Imoco Conegliano | 0:3 (20:25, 15:25, 24:26)               | Faza grupowa |
| 17.12.2013 | Busto Arsizio | Azerrail Baku                 | 3:0 (25:14, 25:17, 25:19)               | Faza grupowa |

## Liga Mistrzyń w piłce siatkowej (2014/2015)
| Data       | Miejsce       | Przeciwnik         | Wynik                                   | Runda        |
| ---------- | ------------- | ------------------ | --------------------------------------- | ------------ |
| 12.11.2014 | Busto Arsizio | LP Viesti Salo     | 3:0 (25:19, 25:20, 25:12)               | Faza grupowa |
| 26.11.2014 | Moskwa        | Dinamo Moskwa      | 1:3 (25:22, 21:25, 15:25, 19:25)        | Faza grupowa |
| 10.12.2014 | Busto Arsizio | Dresdner SC        | 3:0 (25:15, 25:16, 25:20)               | Faza grupowa |
| 14.01.2015 | Drezno        | Dresdner SC        | 3:0 (25:21, 25:18, 25:20)               | Faza grupowa |
| 21.01.2015 | Busto Arsizio | Dinamo Moskwa      | 2:3 (22:25, 25:16, 20:25, 25:20, 13:15) | Faza grupowa |
| 28.01.2015 | Salo          | LP Viesti Salo     | 3:2 (28:26, 18:25, 19:25, 25:14, 18:16) | Faza grupowa |
| 11.02.2015 | Baku          | Azerrail Baku      | 3:1 (26:24, 25:21, 19:25, 25:14)        | 1/12 finału  |
| 18.02.2015 | Busto Arsizio | Azerrail Baku      | 2:3 (14:25, 26:24, 20:25, 25:18, 10:15) | 1/12 finału  |
| 05.03.2015 | Busto Arsizio | Dinamo Moskwa      | 3:0 (25:14, 25:22, 25:18)               | 1/6 finału   |
| 12.03.2015 | Moskwa        | Dinamo Moskwa      | 3:0 (25:23, 25:19, 28:26)               | 1/6 finału   |
| 04.04.2015 | Szczecin      | Chemik Police      | 3:0 (25:21, 27:25, 25:21)               | Półfinał     |
| 05.04.2015 | Szczecin      | Eczacıbaşı Stambuł | 0:3 (22:25, 20:25, 21:25)               | Finał        |

## Puchar CEV siatkarek (2016/2017)
| Data       | Miejsce       | Przeciwnik              | Wynik                                   | Runda       |
| ---------- | ------------- | ----------------------- | --------------------------------------- | ----------- |
| 15.12.2016 | Busto Arsizio | VDK Gent Dames          | 3:1 (25:27, 25:19, 25:21, 25:17)        | 1/32 finału |
| 21.12.2016 | Gandawa       | VDK Gent Dames          | 3:0 (25:19, 25:20, 25:22)               | 1/32 finału |
| 12.01.2017 | Busto Arsizio | Marica Płowdiw          | 3:1 (25:13, 23:25, 25:15, 25:16)        | 1/16 finału |
| 25.01.2017 | Płowdiw       | Marica Płowdiw          | 2:3 (25:16, 24:26, 25:23, 23:25, 15:17) | 1/16 finału |
| 08.02.2017 | Busto Arsizio | Minczanka Mińsk         | 3:0 (25:17, 25:16, 25:17)               | 1/8 finału  |
| 22.02.2017 | Mińsk         | Minczanka Mińsk         | 2:3 (22:25, 25:22, 21:25, 26:24, 10:15) | 1/8 finału  |
| 07.03.2017 | Békéscsaba    | Linamar Békéscsabai RSE | 3:1 (25:23, 26:28, 25:14, 25:19)        | 1/4 finału  |
| 15.03.2017 | Busto Arsizio | Linamar Békéscsabai RSE | 3:0 (25:20, 25:8, 25:22)                | 1/4 finału  |
| 28.03.2017 | Cremona       | Pomì Casalmaggiore      | 3:0 (25:22, 25:20, 29:27)               | Półfinał    |
| 01.04.2017 | Busto Arsizio | Pomì Casalmaggiore      | 3:2 (23:25, 23:25, 25:23, 29:27, 15:9)  | Półfinał    |
| 11.04.2017 | Kazań         | Dinamo Kazań            | 1:3 (18:25, 22:25, 25:20, 22:25)        | Finał       |
| 15.04.2017 | Busto Arsizio | Dinamo Kazań            | 2:3 (25:23, 25:16, 12:25, 21:25, 12:15) | Finał       |

## Puchar CEV siatkarek (2017/2018)
| Data       | Miejsce       | Przeciwnik                | Wynik                            | Runda       |
| ---------- | ------------- | ------------------------- | -------------------------------- | ----------- |
| 12.12.2017 | Busto Arsizio | ŽOK Bimal-Jedinstvo Brčko | 3:0 (27:25, 25:10, 25:23)        | 1/16 finału |
| 10.01.2018 | Brczko        | ŽOK Bimal-Jedinstvo Brčko | 3:0 (25:11, 25:14, 25:23)        | 1/16 finału |
| 24.01.2018 | Stambuł       | Eczacıbaşı Stambuł        | 1:3 (27:29, 18:25, 27:25, 18:25) | 1/8 finału  |
| 08.02.2018 | Busto Arsizio | Eczacıbaşı Stambuł        | 1:3 (25:20, 18:25, 18:25, 24:26) | 1/8 finału  |

## Puchar CEV siatkarek (2018/2019)
| Data       | Miejsce       | Przeciwnik              | Wynik                                   | Runda      |
| ---------- | ------------- | ----------------------- | --------------------------------------- | ---------- |
| 28.11.2018 | Busto Arsizio | Dresdner SC             | 3:2 (25:21, 24:26, 25:22, 23:25, 15:10) | 1/ finału  |
| 05.12.2018 | Drezno        | Dresdner SC             | 3:0 (26:24, 25:17, 25:20)               | 1/ finału  |
| 19.12.2018 | Graz          | UVC Holding Graz        | 3:0 (25:11, 25:21, 25:14)               | 1/8 finału |
| 24.01.2019 | Busto Arsizio | UVC Holding Graz        | 3:1 (25:15, 25:12, 23:25, 25:22)        | 1/8 finału |
| 06.02.2019 | Busto Arsizio | ASPTT Miluza            | 3:0 (25:22, 25:23, 25:17)               | 1/4 finału |
| 14.02.2019 | Miluza        | ASPTT Miluza            | 3:2 (25:13, 25:14, 23:25, 20:25, 15:13) | 1/4 finału |
| 26.02.2019 | Békéscsaba    | Linamar Békéscsabai RSE | 3:0 (25:23, 25:14, 25:18)               | Półfinał   |
| 05.03.2019 | Busto Arsizio | Linamar Békéscsabai RSE | 3:0 (25:22, 25:18, 25:11)               | Półfinał   |
| 19.03.2019 | Blaj          | CS Volei Alba-Blaj      | 3:0 (25:19, 25:16, 25:14)               | Finał      |
| 26.03.2019 | Busto Arsizio | CS Volei Alba-Blaj      | 3:1 (25:27, 25:19, 25:23, 25:20)        | Finał      |

## Puchar CEV siatkarek (2019/2020)
| Data       | Miejsce       | Przeciwnik            | Wynik                                         | Runda       |
| ---------- | ------------- | --------------------- | --------------------------------------------- | ----------- |
| 04.12.2019 | Busto Arsizio | SK UP Ołomuniec       | 3:0 (25:18, 25:11, 25:20)                     | 1/16 finału |
| 19.12.2019 | Ołomuniec     | SK UP Ołomuniec       | 3:0 (25:21, 25:18, 25:19)                     | 1/16 finału |
| 23.01.2020 | Busto Arsizio | KS DevelopRes Rzeszów | 3:0 (25:22, 25:17, 25:22)                     | 1/8 finału  |
| 05.02.2020 | Rzeszów       | KS DevelopRes Rzeszów | 0:3 (20:25, 23:25, 25:27, (złoty set: 15:11)) | 1/8 finału  |
| 20.02.2020 | Kazań         | Dinamo Kazań          | 0:3 (17:25, 12:25, 20:25)                     | 1/4 finału  |
|            | Busto Arsizio | Dinamo Kazań          |                                               | 1/4 finału  |

## Liga Mistrzyń w piłce siatkowej (2020/2021)
| Data       | Miejsce       | Przeciwnik                | Wynik                                   | Runda        |
| ---------- | ------------- | ------------------------- | --------------------------------------- | ------------ |
| 01.12.2020 | Scandicci     | Savino Del Bene Scandicci | 2:3 (18:25, 25:11, 19:25, 25:23, 15:17) | Faza grupowa |
| 02.12.2020 | Scandicci     | KS DevelopRes Rzeszów     | 3:2 (25:17, 25:22, 19:25, 22:25, 16:14) | Faza grupowa |
| 03.12.2020 | Scandicci     | SSC Palmberg Schwerin     | 0:3 (24:26, 14:25, 22:25)               | Faza grupowa |
| 02.02.2021 | Schwerin      | Savino Del Bene Scandicci | 3:2 (25:18, 21:25, 25:14, 18:25, 15:10) | Faza grupowa |
| 03.02.2021 | Schwerin      | KS DevelopRes Rzeszów     | 3:0 (25:23, 25:22, 25:17)               | Faza grupowa |
| 04.02.2021 | Schwerin      | SSC Palmberg Schwerin     | 3:0 (25:20, 25:13, 25:12)               | Faza grupowa |
| 25.02.2021 | Busto Arsizio | Eczacıbaşı Stambuł        | 3:1 (25:19, 15:25, 25:17, 28:26)        | Ćwierćfinał  |
| 04.03.2021 | Stambuł       | Eczacıbaşı Stambuł        | 3:1 (25:23, 25:22, 22:25, 28:26)        | Ćwierćfinał  |
| 17.03.2021 | Stambuł       | VakıfBank Stambuł         | 3:2 (20:25, 17:25, 25:21, 25:13, 15:13) | Półfinał     |
| 24.03.2021 | Busto Arsizio | VakıfBank Stambuł         | 0:3 (13:25, 15:25, 15:25)               | Półfinał     |

## Puchar CEV siatkarek (2021/2022)
| Data       | Miejsce       | Przeciwnik            | Wynik                                                | Runda       |
| ---------- | ------------- | --------------------- | ---------------------------------------------------- | ----------- |
| 17.11.2021 | Gandawa       | VDK Gent Dames        | 3:1 (25:18, 25:22, 21:25, 25:19)                     | 1/16 finału |
| 24.11.2021 | Busto Arsizio | VDK Gent Dames        | 3:0 (25:16, 25:14, 25:17)                            | 1/16 finału |
| 08.12.2021 | Busto Arsizio | Allianz MTV Stuttgart | 3:0 (29:27, 25:19, 25:23)                            | 1/8 finału  |
| 15.12.2021 | Stuttgart     | Allianz MTV Stuttgart | 1:3 (19:25, 18:25, 25:21, 19:25, (złoty set: 14:16)) | 1/8 finału  |

## Puchar CEV siatkarek (2022/2023)
| Data       | Miejsce       | Przeciwnik          | Wynik                                   | Runda       |
| ---------- | ------------- | ------------------- | --------------------------------------- | ----------- |
| 14.12.2022 | Busto Arsizio | Dresdner SC         | 3:1 (25:18, 25:20, 16:25, 25:23)        | 1/16 finału |
| 21.12.2022 | Drezno        | Dresdner SC         | 3:2 (25:20, 25:22, 21:25, 20:25, 15:13) | 1/16 finału |
| 10.01.2023 | Maribor       | Nova Branik Maribor |                                         | 1/8 finału  |
| 18.01.2023 | Busto Arsizio | Nova Branik Maribor |                                         | 1/8 finału  |